# Elaphidion quadrituberculatum
Elaphidion quadrituberculatum es una especie de escarabajo longicornio del género Elaphidion, categorizada en la tribu Elaphidiini, de la subfamilia Cerambycinae. Fue descrita por Chevrolat en 1862.

## Descripción
Mide 13,3-17,9 mm de longitud.

## Distribución
Se distribuye por América: Bahamas y Cuba.